# Njuorarivier
Njuorarivier (Zweeds: Njuoroaätno; Samisch: Njuoraeatnu) is een rivier, die stroomt in de Zweedse gemeente Kiruna. De Njuorraätno ontstaat in de meren rondom de bergtoppen in het noordwesten van Zweden. De eerste keer dat de naam Njuora verschijnt is in de naam van het meer Noordelijke Njuorameer op ongeveer 435 meter hoogte. Naar dat meer stromen een aantal bergbeken, het water vindt zijn uitweg via de Njuoraätno. Na nog geen kilometer stroomt zij het Zuidelijke Njuorameer meer in. Ook daar ontvangt zij nog water van bergbeken. Vervolgens stroomt het riviertje langs de zuidgrens van het nationaal park Vadvetjåkka. Daarna stroomt deze bergrivier bijna in een rechte lijn zuidoostwaarts naar het Torneträsk toe. Het vormt daardoor een van de bronrivieren van de Torne. De rivier is 48,430 km lang, ongeschikt voor commerciële vaart en ’s winters dichtgevroren.